# Paille japonaise
 (mars 2024).
La paille japonaise est un revêtement mural composé d'un tissage de paille collé sur papier. Son utilisation est très voisine de celle du papier peint.
On en trouve de différentes couleurs. Il est conseillé de choisir des rouleaux de même lot afin d'éviter les discordances de teinte.
Les rouleaux ont habituellement une largeur de 90 cm environ.